# Heterolepidoderma domentmani
Heterolepidoderma domentmani är en djurart som tillhör fylumet bukhårsdjur, och som beskrevs av Kisielewski 1999. Heterolepidoderma domentmani ingår i släktet Heterolepidoderma och familjen Chaetonotidae. Inga underarter finns listade i Catalogue of Life.